# Abedal Maleque ibne Omar ibne Maruane
Abedal Maleque ibne Omar ibne Maruane ibne Aláqueme (em árabe: عبد الملك ابن عمر بن مروان بن الحكم; ca. 718 - ca. 778), conhecido como Amaruani, foi um príncipe omíada, vizir, general e governador de Sevilha em nome do primeiro emir omíada de Córdova Abderramão I (r. 756–788). Liderou duas grandes campanhas em 758 e 774, a primeira contra o governante anterior de Alandalus Iúçufe ibne Abderramão Alfiri e a segunda contra as tropas rebeldes de Sevilha e Beja. Suas vitórias solidificaram o controle do Emirado de Córdova sobre o oeste do Alandalus. Seus descendentes continuaram a desempenhar importantes papéis políticos e militares no emirado até o século X.

## Vida

### Origens
Abedal Maleque ibne Omar nasceu c. 718. Era neto do califa omíada Maruane I (r. 684–685). Seu pai Omar era o único filho do califa com Zainabe binte Omar, uma neta paterna de Abu Salama do proeminente clã Banu Maquezum da tribo dos coraixitas e filha do enteado do profeta islâmico Maomé. Omar residia em uma casa em Fostate concedida a ele por seu meio-irmão, o governador do Egito Abedalazize ibne Maruane (r. 685–705). Um certo "Omar ibne Maruane" mencionado em dois papiros gregos do Egito pode ser identificado com o pai de Abedal Maleque. Abedal Maleque inicialmente residiu no Egito.

### Carreira
Abedal Maleque foi um dos sobreviventes, a maioria deles menos eminentes, omíadas a chegar ao Alandalus (Espanha islâmica) após a Revolução Abássida em 750, que pôs fim ao Califado Omíada com base na Síria e abriu caminho à ascensão do Califado Abássida, que ordenou execuções em massa de membros da dinastia omíada. A tradição islâmica medieval afirma que deixou o Egito e chegou ao Alandalus entre maio de 757 e maio de 758, embora, de acordo com o historiador moderno Alejandro Garcia Sanjuan, provavelmente tenha chegado em 754 a 755. Estava acompanhado por seu primo Juzai ibne Abedalazize ibne Maruane (falecido em 757) e seus respectivos filhos. Seu distante parente omíada, um tataraneto de Maruane I, Abderramão I, estabeleceu-se na península em 755-756 com o apoio dos maulas omíadas locais (libertos ou clientes muçulmanos não árabes) e Tropas sírias amigáveis na região e se autoproclamou emir (governador ou governante) em Córdova. Abedal Maleque era o mais velho dos maruânidas no Alandalus. É geralmente creditado por aconselhar Abderramão a retirar o nome do califa abássida Almançor (r. 754–775) da oração de sexta-feira, um reconhecimento tradicional da soberania islâmica, em 757.
Abedal Maleque ganhou a confiança de Abderramão e se tornou um dos principais generais do emir e um homem forte do nascente Emirado de Córdova, à medida que expandia seu controle sobre os chefes dos jundes árabes praticamente autônomos (exércitos ou guarnições) e elites mais antigas estabelecidas no Alandalus. Para afirmar sua autoridade sobre os jundes do Egito e Homs baseados em Beja e Sevilha respectivamente, Abderramão nomeou Abedal Maleque governador de Sevilha e da parte oeste da península, e seu filho Abedalá governador de Morón. Embora o comando permanente do exército do emir tenha sido dado a seu maula Badre e Abu Otomão Ubaide Alá ibne Otomão, Abedal Maleque recebeu o comando de expedições em 758 e 774. Na primeira campanha, mobilizou o junde de Homs e subjugou uma tentativa do governante anterior do Alandalus, o emir coraixita Iúçufe ibne Abderramão Alfiri, de recuperar o poder.
Em algum momento, foi substituído por um líder do junde de Sevilha, Abul Sabá Iaçubi, mas este último se rebelou contra Abderramão e foi demitido do cargo. Abedal Maleque foi o único membro da corte a defender a execução de Abul Sabá, supostamente dizendo ao emir:
| “ | Não o deixe escapar: pois ele nos trará calamidade Tome uma mão firme e livre-se desta doença. | ” |

Posteriormente, Abderramão aparentemente informou sua corte que já havia executado Abul Sabá. O historiador Eduardo Manzala Moreno relata o episódio a uma provável rivalidade entre Abedal Maleque e sua família e Abul Sabá pelo controle de Sevilha e do junde de Hims. Moreno afirma que as ambições de Abedal Maleque e sua família foram provavelmente a principal causa do descontentamento dos jundes em Sevilha e Beja. Na campanha de 774, Ele derrotou decisivamente uma revolta em larga escala dos jundes, liderada por primos e apoiadores de Abul Sabá que tentaram uma captura surpresa de Córdova. Durante a campanha, condenou e ordenou a execução de seu filho Omaia, o comandante de sua vanguarda, por recuar diante dos rebeldes na batalha. A vitória de Abedal Maleque selou a submissão do Alandalus ocidental ao Emirado de Córdova. A confiança de Abderramão em Abedal Maleque também foi fortalecida e consagrada pelo casamento de seu filho e sucessor escolhido Hixame I (r. 788–796) com a filha de Abedal Maleque, Canza.

### Morte e legado
Abedal Maleque morreu c. 778. Suas vitórias decisivas em nome de Abderramão foram fundamentais para o estabelecimento do emirado. Seus filhos Abedalá, Ibraim e Aláqueme serviram como vizires de Abderramão. Abedal Maleque deixou vários descendentes registrados pelas fontes, incluindo vários que serviram como vizires ou caides (líderes do exército). Um ramo da família estabeleceu-se em Sevilha e nas áreas ocidentais da península. Como omíadas, os membros de sua família se viam como iguais aos emires governantes de Córdova.
O neto de Abedal Maleque foi governador de Beja durante o governo de Hixame I. Um descendente direto de quinta geração, Amade ibne Albara ibne Maleque, serviu como governador de Saragoça, mas foi suspeito de deslealdade e assassinado por ordem do emir Abdalá I (r. 888–912). A família em Sevilha juntou-se à rebelião contra Abedalá, mas se mudou para Córdova quando as tropas de Sevilha se renderam ao emir Abderramão III em 913. Depois disso, vários serviram como governadores, generais e vizires. Outro de seus descendentes foi um pretendente ao Califado de Córdova no século X.